# Boixcar
Boixcar   (Barcelona, 1917 - Barcelona, 1964) pseudònim de Guillermo Sánchez Boix, va ser un dels més destacats dibuixants del còmic català i espanyol. Boixcar, Va ser un dibuixant i guionista del gènere d'acció amb un estil molt particular.
Fou el creador d'una de les sèries de còmic bèl·lic, més reeixides i populars, del segle xx, Hazañas Bélicas.

## Biografia
Guillermo Sánchez Boix neix a Barcelona l'any 1917 i mor a la mateixa ciutat el 1964 (així ho va anunciar l'editorial en un dels seus còmics) Durant molt de temps la data de la seva mort es considerava el 1960. Alguns crítics el varen acusar de filonazi. Però Boixcar, amb dinou anys, va lluitar a la Guerra Civil Espanyola, a favor de la Segona República. Després de la derrota de l'exèrcit republicà i la posterior retirada a França, va ser internat en un camp de concentració francès. És allà on comença a dibuixar, de la mateixa manera que ho varen fer d'altres companys de captiveri, com Jesús Blasco o Tísner.
Torna a Catalunya, i l'any 1943, publica per l'Editorial Marco, de Barcelona, el seu primer serial de còmics, El Murciélago. L'any següent, adapta al còmic la novel·la L'illa del tresor, pel diari El Correo Catalán. Des d'aquest moment, comença a firmar amb l'acrònim Boixcar, nom format pel seu segon cognom i les tres primeres lletres del nom de la seva dona, Carmen.
Per la mateixa editorial Marco, va dibuixar tres serials més, entre el 1945 i el 1947; El Caballero Negro, El puma i Orlán. Aquestes historietes il·lustrades, són molt primerenques i en les quals hi ha grans encerts, però també es poden percebre dubtes amb la planificació, i una evident rigidesa en el dibuix, de la figura humana.
El 1948 comença a treballar per l'Editorial Ediciones Toray, on crea la sèrie La Vuelta al Mundo de Dos Muchachos. En aquestes historietes ja denota un dibuix molt més solt, domina molt més la tècnica del còmic i les figures en acció. És en el transcurs d'aquest any, que crea la que serà una de les sèries de còmic més populars a Catalunya i Espanya: Hazañas Bélicas. Boixcar en fa guió i el dibuix, però l'entintat, excepte els rostres, va a càrrec de Jose Martínez Piles. En aquesta obra, destaca la qualitat gràfica, i el domini narratiu dels seus guions. D'altres obres de la mateixa època són Flecha Negra i El Diablo de los Mares, aquest amb guió de Joaquim Berenguer i Artés.
Boixcar tenia un germà també dibuixant, Josep Maria Sánchez Boix, gran part del seu treball el va realitzar com entintador del seu germà Guillermo. És probable que el seu primer treball fos per la sèrie Hombres de Mar (1951). Gairebé sempre va treballar per Ediciones Toray.

## Obra i publicacions
Boixcar era un dibuixant d'un estil molt particular. La seva especialitat era el còmic d'acció, especialment el bèl·lic, gènere que el va fer més famós. Per donar realisme als seus còmics, usava com a base documental les fotografies de premsa. Va publicar per primera vegada a l'Editorial Marco amb sèries d'aventures, fantàstiques i de ciència-ficció, i posteriorment va treballar per Toray, on es va especialitzar amb el gènere bèl·lic que el va consagrar.
A continuació s'inclou un llistat de publicacions on Boixcar participà, en part o en la seva totalitat.
| Anys      | Títol                               | Guionista                               | Enquadernació | Format                      | Mides            | Números | Editorial                   |
| --------- | ----------------------------------- | --------------------------------------- | ------------- | --------------------------- | ---------------- | ------- | --------------------------- |
| 1940      | Los vampiros del aire               | Canellas Casals                         | Grapa         | Quadern apaïsat             | 16 x 22 cm.      | 13      | Marco                       |
| 1948      | La vuelta al mundo de dos muchachos | Boixcar                                 | Grapa         | Quadern apaïsat             | 17 x 24 cm.      | 24      | Toray                       |
| 1949-1950 | Hazañas Bélicas                     | Boixcar                                 | Grapa         | Quadern apaïsat             | 17 x 24 cm.      | 9       | Toray                       |
| 1949      | El hijo del diablo de los mares     | Joaquín Berenguer Artés                 | Grapa         | Quadernet apaïsat           | 17 x 24 cm.      | 12      | Toray                       |
| 1950      | Flecha Negra                        | Boixcar                                 | Grapa         | Quadernet apaïsat           | 17 x 24 cm.      | 8       | Toray                       |
| 1950      | El Hijo del diablo de los mares     | Joaquín Berenguer Artés                 | Encolat       | Llibre                      | 17 x 24 cm.      | 7       | Toray                       |
| 1950      | Selecciones de Aventuras            | Falgueras, Nyes, Myes                   | Grapa         | Quadernet vertical          | 24 x 17 cm.      | 17      | Toray                       |
| 1951      | La vuelta al mundo de dos muchachos | Boixcar                                 | Grapa         | Quadernet apaïsat           | 17 x 24 cm.      | 8       | Toray                       |
| 1952      | Hazañas Bélicas                     | Boixcar                                 | Rustica       | Llibre                      | 18 x 24 cm.      | 1       | Toray                       |
| 1955      | El Mundo Futuro                     | Boixcar                                 | Grapa         | Quadernet apaïsat           | 17 x 24          | 102     | Toray                       |
| 1957      | Hazañas Bélicas. Numero Extra       | Jaime Carrera, Ramón Ortega, M. Lagresa | Grapa         | Quadernet apaïsat           | 17 x 24 cm.      | 371     | Toray                       |
| 1958      | 3 Amigos                            | Federico Amoros                         | Grapa         | Revista                     | 24 x 18cm.       | 119 ?   | Promoción popular Cristiana |
| 1963      | Boixcar                             | Boixcar                                 | Grapa         | Quadern vertical            | 17 x 12 cm.      | 4       | Toray                       |
| 1961-1971 | Hazañas Belicas, Novelas Graficas   | Boixcar i varis                         | Grapa         | Quadern vertical            | 21 x 15 cm.      | 252     | Toray                       |
| 1965-1969 | Boixcar. Obras Completas            | Boixcar                                 | Grapa         | Quadernet Vertical          | 21 x 15 cm.      | 110     | Toray                       |
| 1965      | Conquistadores del Espacio          | Boixcar                                 | Grapa         | Quadernet Apaïsat           | 17 x 24 cm.      | 1       | Ediciones Paulinas          |
| 1973-1988 | Hazañas Bélicas                     | Boixcar i varis                         | Grapa         | Quadern Vertical i Apaïsat. | 21x15 / 19x27cm. | 110     | Ediciones Ursus             |
| 1973      | La Historieta                       | Varis                                   | Grapa         | Quadernet Vertical          | 21 x 15 cm.      | 110     | Toray                       |
| 1979      | Zona de Combate, Extra              | Varis                                   | Grapa         | Quadern Vertical            | 27 x 19 cm.      | 52 ?    | Ursus                       |
| 1979-1980 | Hazañas Bélicas, Extra              | Varis                                   | Grapa         | Quadern Vertical            | 27 x 19 cm.      | 52 ?    | Ursus                       |
| 1973      | La Historieta Presenta              | Boixcar                                 | Grapa         | Quadern Vertical            | 27 x 19 cm.      | 15      | Toray                       |
| 1982-1983 | La Historieta Presenta Especial     | Varis                                   | Grapa         | Quadern Vertical            | 27 x 19 cm.      | 22      | Ursus                       |